# 羅瑟瑙厄河
51°37′56.62″N 8°6′5.5″E / 51.6323944°N 8.101528°E

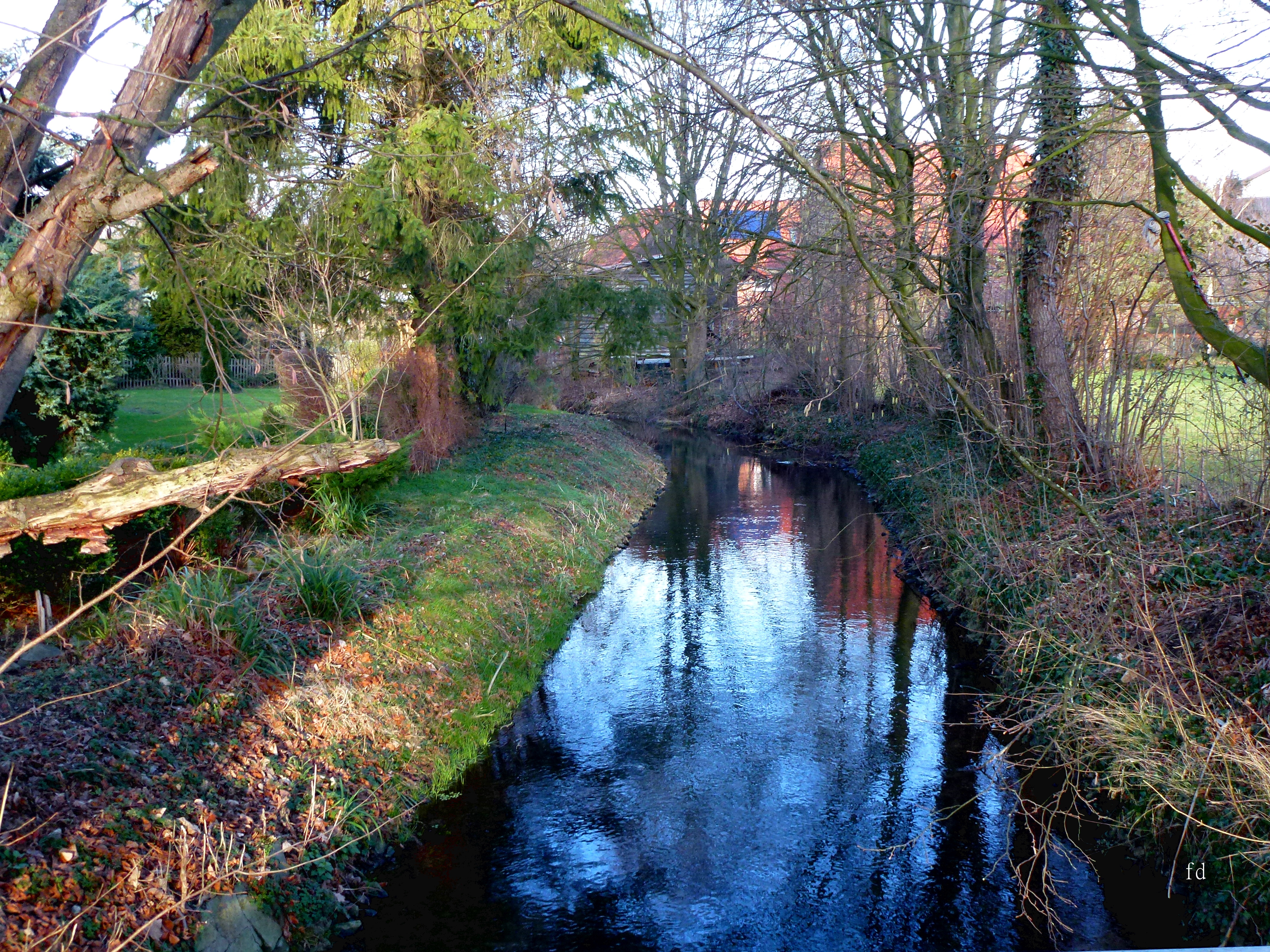

羅瑟瑙厄河（德語：Rosenaue），是德國的河流，位於該國西部，處於北萊茵-威斯特法倫州，屬於阿瑟河的左支流，河道全長11.4公里，流域面積27.7平方公里。